# Brachiochondrites longicollis
Brachiochondrites longicollis – gatunek widłonoga z rodziny Chondracanthidae; jedyny przedstawiciel rodzaju Brachiochondrites. Gatunek i rodzaj opisał w 1940 roku ukraiński zoolog Ołeksandr Markiewicz.